# Model A-B-C
El Model A-B-C és una eina heurística elaborada inicialment per Albert Ellis, teòric cognitivoconductual, i àmpliament usat en la teràpia racional emotiva conductual. S'esquematitza així: A → B → C, en què A representa l'esdeveniment observat pel subjecte, B representa una creença o interpretació del fet observat, i C les conseqüències emocionals d'aquesta interpretació (B).

## El model en la pràctica clínica
Les persones generalment creuen que les seues emocions exacerbades són producte dels esdeveniments exteriors, quan en realitat són producte de les seues interpretacions i sobretot les seues valoracions i exigències personals (model erroni: A → C).

## Ampliacions del model
El model ha estat ampliat per satisfer les necessitats de la pràctica clínica. Segons Lega, ballo i Ellis (1997):
- A (fets observats)

- B (creences: interpretacions i judicis de valor sobre A)

- rB: creences racionals
- iB: creences irracionals

- C (conseqüències de les creences B sobre els fets A)

- Ced: conseqüències emocionals desitjades
- Ccd: conseqüències conductuals desitjades
- Cei: conseqüències emocionals indesitjables
- Cci: conseqüències conductuals indesitjables

- D (debat o procés de qüestionament racional)

- Efcg: estratègies cognitives (diàleg socràtic, biblioteràpia i altres)
- Efe: estratègies emotives (assaigs amb la imaginació)
- Efc: estratègies conductuals (proves de realitat empíriques i assaigs conductuals)

- E (efectes del procés de qüestionament i la pràctica).